# Principi di Salerno

Il Principato di Salerno nel 1000 circa

Principe di Salerno era il titolo ereditario assunto dai sovrani longobardi che si susseguirono al governo del Principato di Salerno e dai nobili che ressero il feudo omonimo. 

## Storia
Nell'839 il principe Sicardo di Benevento fu assassinato da Radelchi e il popolo di Salerno proclamò principe suo fratello Siconolfo, aprendo la strada a una lunga guerra fra i due pretendenti. A dirimere la controversia dinastica giunse l'imperatore Ludovico II il Germanico, che nell'851 confermò Siconolfo quale Principe di Salerno e suo feudatario. Le fonti storiche offrono dati piuttosto incerti e confusi sulla successione dei primi principi salernitani almeno fino all'assassinio di Ademaro, quando si assisté all'ascesa al trono della nuova dinastia dei Dauferidi.

## Principi Sovrani di Salerno

### Siconidi (840 - 853)
- 840–851 Siconolfo
- 851–853 Sicone II

### Non dinastici (853 - 861)
- 853 Pietro
- 853–861 Ademaro

### Dauferidi(861 - 978)
- 861–880 Guaiferio
- 880–900 Guaimario I
- 900–946 Guaimario II
- 946–978 Gisulfo I

### Landolfidi (978 - 981)
- 978–981 Pandolfo I Testaferrata, anche Principe di Benevento (dal 961) e Capua (dal 961), e Duca di Spoleto (dal 967)

La massima espansione del Principato longobardo di Salerno avvenne con Guaimario IV, quando tutta l'Italia meridionale continentale ne faceva parte (anche il Duca di Napoli se ne dichiaró "vassallo")

- 981 Pandolfo II

### Occupazione amalfitana (981 - 983)
- 981–983 Mansone, anche duca di Amalfi (966-1004)
- 981–983 Giovanni I, figlio e co-reggente di Mansone

### Dinastia di Spoleto (983 - 1052)
- 983–994 Giovanni II
- 994–1027 Guaimario III
- 1027–1052 Guaimario IV, anche duca di Amalfi (1039-1043) e di Gaeta (1040-1041), e Principe di Capua (1038-1047)

### Landolfidi (1052)
- 1052 Pandolfo III

### Dinastia di Spoleto (1052 - 1077)
- 1052–1077 Gisulfo II

### Casate derivate
Gli studi dei genealogisti Michele de' Santi e Guido Carrelli del Collegio Araldico hanno rilevato la discendenza dei principi longobardi Dauferidi in diverse famiglie. Le propaggini tuttora esistenti che hanno per stipite comune Alfano (secolo X), figlio di Landenolfo, discendente da Dauferio, primo Conte di Nocera, sono le seguenti in ordine di antichità di cognome: Di Nocera; mentre le estinte sono Alfano de Notaris, De Acto (o Dactilo), Adimari (o Aldemari), Stincarello (o Scincarello), Marchese, de Laudi, Parente (o de Parente) e Viscido(confluiti nella casata Putaturo Donati Viscido). Dai sovrani discende altresì la famiglia Giffone, la cui dinastia terminò nel 1127.

## Principi del feudo di Salerno

### L'avvento dei Normanni e fine del principato
Nel maggio 1076, Salerno fu assediata dalle truppe comandate da Roberto il Guiscardo, cognato di Gisulfo II, e da Riccardo di Aversa. La città capitolò dopo un'estenuante resistenza il 13 dicembre 1076. Il principe Gisulfo II si arrese agli invasori l'anno successivo e il Principato, ultima roccaforte longobarda in Italia, crollò. Salerno e i suoi domini furono inglobati nel nuovo stato normanno e la città divenne capitale del Ducato di Puglia e Calabria, retto dal Guiscardo.
A succedergli alla guida del ducato fu prima il figlio e poi il nipote. Alla morte senza eredi di quest'ultimo, il feudo passò nelle mani di Ruggero II, re di Sicilia, che unificò tutto il territorio del sud Italia.
- 1059-1085 Roberto il Guiscardo
- 1085-1111 Ruggero Borsa
- 1111-1127 Guglielmo d'Altavilla
- 1127-1130 Ruggero II, poi Re di Sicilia

### Feudatari di Salerno
Dopo la costituzione del Regno di Sicilia nel 1139, il Principato di Salerno fu ricostituito come feudo soggetto alla corona. Tale feudo per alcuni periodi fu parte del demanio del regno altre volte fu retto da importanti famiglie aristocratiche. Chi reggeva il feudo era insignito del titolo di "Principe di Salerno".
- 1272-1285 Carlo II d'Angiò
- 1289-1295 Carlo Martello d'Angiò
- 1301- Tristano d'Angiò (nono figlio di Carlo II d'Angiò)
- 1304-1309 Roberto d'Angiò
- 1334- Giovanna d'Angiò
- 1345-1348 Carlo Martello (figlio di Giovanna I)
- 1419- Giordano Colonna[3]
- -1433 Antonio Colonna[4]
- 1439- Raimondo Orsini detto Raimondello[5]
- -1461 Felice Orsini[5]
- 1463-1475 Roberto Sanseverino
- 1463-1485 Antonello Sanseverino
- 1485-1500 Alfonso di Aragona
- 1500-1509 Roberto II Sanseverino
- 1509-1553 Ferrante Sanseverino
- 1572-1590 Nicola Grimaldi

### Borbone delle Due Sicilie
L'ultimo a fregiarsi del titolo di principe di Salerno fu Leopoldo di Borbone-Due Sicilie dal 1817 al 1851.